# Diego Cugia
Diego Cugia di Sant'Orsola, mais conhecido como Diego Cugia, (Roma, 24 de maio de 1953) è um escritor, jornalista e diretor de cinema italiano.

## Biografia
Nascido em Roma em 1953 de uma nobre família natural de Sassari, tornou-se jornalista profissional em 1974 colaborando com o jornal "Il Globo". Em 1977 ele começou a trabalhar para Radiorai.
Alcançou notoriedade graças à transmissão de rádio "Alcatraz" (outubro de 1999 - maio de 2002 na Rai Radio 2 e logo depois televisão) e ao personagem de Jack Folla. Além disso, é a invenção do radiofilme, um novo format de ficção de rádio, que lhe dà muita notoriedade. Seu radiofilme em 60 episódios "Il Mercante di Fiori" e "Domino", da Radio 2, é seguido pela manhã por mais de 1.000.000 de pessoas.

## Livros
- Rumors, voci incontrollate, Roma, RAI-ERI, 1997. ISBN 88-397-0990-8.
- Il mercante di fiori, Milão-Lecce, Lupetti-Manni, 1997. ISBN 88-863-0297-5; Milano, Mondadori, 2002. ISBN 88-045-1154-0.[1]
- Domino, Milão-Lecce, Lupetti-Manni, 1998. ISBN 88-87058-28-8; Roma, RAI-ERI, 2000. ISBN 88-397-1088-4.
- Alcatraz. Un dj nel braccio della morte, Roma, RAI-ERI, 1999. ISBN 88-397-1040-X.
- No, Milão, Bompiani, 2001. ISBN 88-452-4805-4.
- Jack l'uomo della Folla. Diario di un italiano latitante, Roma-Milão, RAI-ERI-Mondadori, 2002. ISBN 88-04-50590-7.[2]
- L'incosciente, Milão, Mondadori, 2003. ISBN 88-04-51785-9.
- Jack Folla. Lettere dal silenzio, Milão, Mondadori, 2004. ISBN 88-04-52455-3.
- Un amore all'inferno, Milão, Mondadori, 2005. ISBN 88-04-52455-3.
- Zomberos, Milão, Mondadori, 2006. ISBN 88-04-56052-5.
- 24 nero, Milão, Mondadori, 2009. ISBN 978-88-04-58620-3.
- Tango alla fine del mondo, Milão, Mondadori, 2013. ISBN 978-88-04-60930-8.
- Nessuno può sfrattarci dalle stelle, Milão, Mondadori, 2015. ISBN 978-88-04-65576-3.
- Il principe azzurro, Florença, Giunti, 2025. ISBN 979-1223-20284-5.